# Georg Schwikart
Georg Schwikart (* 1964 in Düsseldorf) ist ein deutscher Theologe, Religionswissenschaftler und Autor.

## Leben
Schwikart studierte vergleichende Religionswissenschaft, Theologie und Volkskunde in Neuburg an der Donau, Bonn und Tübingen und ist Dr. phil. Er lebt in Sankt Augustin-Hangelar bei Bonn.
Er schreibt seit vielen Jahren Erzählungen, Reisebücher, Lyrik und religiöse Sachbücher für Erwachsene, Jugendliche und Kinder, sowie Beiträge in Anthologien, für Zeitungen, Zeitschriften und Radio.
Im November 2010 sollte Schwikart zum Diakon geweiht werden; Kardinal Joachim Meisner setzte die Weihe jedoch kurz vor dem Weihetermin aus. Im Frühjahr 2011 trat Georg Schwikart aus der katholischen Kirche aus und in die evangelische ein. Seit 1. Oktober 2014 arbeitet er im pastoralen Dienst der Evangelischen Kirche im Rheinland, seit 1. April 2016 als Pfarrer der Evangelischen Landeskirche im Rheinland in der Kirchengemeinde Hardtberg in Bonn.
Schwikart ist Mitglied im Verband deutscher Schriftstellerinnen und Schriftsteller (VS Bonn). Viele seiner Bücher wurden in andere Sprachen übersetzt.
Schwikart ist verheiratet und Vater von zwei Kindern (* 1989 und * 1991).

## Schriften
Autor
- Du hast mich betört. Eine Einladung zum Beten. München 1988, ISBN 978-3769805970
- Gott ist in dir. Abbildungen von Cláudio Pastro. Aachen 1992, ISBN 978-3928567015
- Atem schöpfen. Ein Begleiter für Urlaub und Ferien, Düsseldorf 1994, ISBN 978-3766699084
- Alle Abwege führen durch Rom. Siegburg 1995, ISBN  978-3929634129
- Heinrich Böll – Ein Heiliger gegen den Strich – Auf der Suche nach der eigenen Lebensspur. Würzburg 1996, ISBN 978-3429017637
- Fliegen müsste man können. Illustrationen: Hans-Günther Döring. Würzburg 1996, ISBN 978-3429018115
- Emmi wird mir fehlen. Geschichten mit und ohne Satire, Siegburg 1997, ISBN 978-3929634228
- Zwischen Illustration und Manipulation. Das Thema Religion in den Nachrichten der Tagesschau und der Heute-Sendung. Dissertation. Universität Tübingen 1998. Siegburg 1998, ISBN 3-929634-98-8
- Tod und Trauer in den Weltreligionen. Gütersloh 1999, ISBN 3-579-00731-9
- Basiswissen Christentum (= Gütersloher Taschenbücher. Band 650). Gütersloh 2000, ISBN 3-579-00650-9
- Ulrichs größter Tag. Siegburg 2000, ISBN 978-3929634501
- Durch dick und dünn. 2. Auflage. Kevelaer 2000, ISBN 978-3766601834
- Amen, Kuß und Zölibat – Das ultimative Wörterbuch für Theologen und andere Unfromme. Würzburg 2001, ISBN 978-3429022969
- Schwarzer Freitag – gemeinsam lösen wir den Fall. Kevelaer 2001, ISBN 978-3766603449
- Ein gutes Wort für jeden Tag. Kevelaer 2002, ISBN 978-3766604774
- Fast am Ende der Welt. Mainz 2002, ISBN 978-3786723608
- Morgen Kinder wird’s was geben, Düsseldorf 2002, ISBN 978-3491797161
- Wolken im Kopf – Vom Erwachsenwerden. Kevelaer 2003, ISBN 978-3766604965
- Herr, segne die Väter dieses Kindes – Heiteres und Kurioses aus der Welt der Religionen. Würzburg 2003, ISBN 978-3429025113
- Kebab, Krach und Kommunion. Mainz 2004, ISBN 978-3786724766
- mit Hubert Böke, Monika Müller: Manchmal möchte ich alles hinschmeißen! Wenn Sterbebegleiter an ihre Grenzen kommen. Gütersloh 2005, ISBN 978-3-579-06810-7
- Zum Hochzeitstag. 3. Auflage. Gütersloh 2005, ISBN 978-3579070032
- Keine Jeans am Weißen Sonntag – Eine Erstkommunion mit Hindernissen. 4. Auflage. Mainz 2005, ISBN 978-3786720805
- Dichter dran. Nettetal 2006, ISBN 978-3805005395
- Bleib am Ball. Mainz 2006, ISBN 978-3786725930
- mit Michael Vogt: Seht, die gute Zeit ist nah, Ostfildern 2006, ISBN 978-3786785965
- Von Advent und Weihnachten den Kindern erzählt. 2. Auflage, Kevelaer 2006, ISBN 3-7666-0384-1
- Weißt du, wo der Himmel ist – Spuren der Lebenskunst. Kevelaer 2007, ISBN 978-3-7666-0875-8
- Echte Freunde. Kevelaer 2007, ISBN 978-3-7666-0820-8
- Als die Kommunionkinder streikten und andere Geschichten. 4. Auflage. Mainz 2007, ISBN 978-3-7867-2218-2
- Der Komponist – Wie Johann Sebastian Bach das Evangelium in Musik verwandelte. Berlin 2008, ISBN 978-3-88981-255-1
- Überleben – Latente Lyrik über Leben, Nettetal 2008, ISBN 978-3805005555
- Der Weihnachtszug. 4. Auflage, Lahr 2008, ISBN 978-3-7806-0839-0
- Keine Ausnahmen auf der Arche und andere Geschichten zur Erstkommunion. Ostfildern 2008, ISBN 978-3-7867-2687-6
- Der Kabarettist – Wie Hanns Dieter Hüsch den lieben Gott zum Schmunzeln brachte. Berlin 2010, ISBN 978-3-88981-299-5
- Arthur Schopenhauer. Aphorismen zur Lebensweisheit. Neu herausgegeben von Georg Schwikart. Wiesbaden 2010, ISBN 978-3-86539-232-9
- mit Uwe Birnstein: Evangelisch? Never! / Katholisch? Never!, München 2010, ISBN 978-3-629-02234-9
- Die richtigen Worte im Trauerfall. Textbeispiele und Formulierungshilfen. Neuausgabe. Kevelaer 2011, ISBN 978-3-7666-1489-6
- Rhythmusstörung. Verdichtetes Leben, Nettetal 2012, ISBN 978-3-8050-0602-6
- Ostern. Die Kraft des Lebens finden, Freiburg 2012, ISBN 978-3-451-06426-5
- Paulus. Wie der Christenverfolger die Liebe entdeckte, Berlin 2012. ISBN 978-3-88981-324-4
- Angelinos Auftrag, Neuauflage, Sankt Augustin 2013, ISBN 978-3-8050-0616-3
- Abgekanzelt. Protokoll einer Inquisition. Gütersloh 2013, ISBN 978-3-579-08151-9
- Aus der Tiefe. Ein Trostbuch für verwaiste Eltern, Mit Audio-CD, Gütersloh 2013, ISBN 978-3-579-07300-2
- Courage. Mut für ein freies Leben, Münsterschwarzach 2013 ISBN 978-3896805317
- Öhlweins Sterben. Roman. Berlin 2013, ISBN 978-3-89502-367-5
- Was bleibt ist die Erinnerung. Ein Begleiter durch die Trauerzeit, Schwarzach am Main 2014, ISBN 978-3-89680-911-7
- Das verlorene Schaf. Spannende Geschichten über die Gleichnisse, München 2014, ISBN 978-3-451-71213-5
- mit Uwe Birnstein: Friedrich Wilhelm Raiffeisen – Hermann Schulze-Delitzsch. Genossenschaftlich gegen die Not, Berlin 2014, ISBN 978-3-88981-356-5
- Was bleibt ist die Erinnerung. Ein Begleiter durch die Trauerzeit. Münsterschwarzach 2014, ISBN 978-3-89680-911-7
- Komm mit in die Kirche. Mein Kindermessbuch, München 2014, ISBN  978-3-451-71185-5
- Du hörst mich. Die Psalmen in neuen Worten, Münsterschwarzach 2015, ISBN 978-3896809643
- Prüft alles, behaltet das Gute. Selbst entscheiden, was man glaubt, Freiburg im Breisgau 2015, ISBN 978-3-451-32809-1
- Hanns Dieter Hüsch. Wie der Kabarettist den lieben Gott zum Schmunzeln brachte. Berlin 2016, ISBN 978-3-88981-410-4
- Der Islam den Kindern erklärt, Kevelaer 2016, ISBN 978-3766630407
- Treibe meinen Tempel aus. Theotralische Texte, Nettetal 2017 ISBN 978-3-8050-0629-3
- Wir plappern wie die Heiden. Gedichte aus dem Diesseits, St. Augustin 2018, ISBN  978-3-8050-0627-9
- höher, höher! Bewahrte Worte, St. Augustin 2018, ISBN 978-3-8050-0632-3
- Leben. 100%. Notizen eines Pfarrers am Stadtrand, Oberpframmern 2019, ISBN 978-3-7346-1188-9

Herausgeber
- In dieser Nacht ist alles anders. Weihnachtsgeschichten. Mainz 1997, ISBN 978-3786720492
- mit Ulrich Ziaja: Der rote Sessel – Das Beste aus 25 Autorenlesungen der Reihe Auslese im Café Studio. Sankt Augustin 2002, ISBN 978-3897960725
- mit Ulrich Ziaja: Der rote Sessel 2 – Das Beste aus 25 weiteren Autorenlesungen der Reihe Auslese im Café Studio. Sankt Augustin 2005, ISBN 978-3897961449
- mit Ulrich Ziaja: Der rote Sessel 3 – Das Beste aus 25 weiteren Autorenlesungen der Reihe Auslese im Café Studio. Remscheid 2008 ISBN 978-3897961777
- Engel für unsere Zeit. Kevelaer 2009, ISBN 978-3-8367-0693-3
- mit Fritz Roth: Nimm den Tod persönlich. Praktische Anregungen für einen individuellen Abschied. Gütersloh 2009, ISBN 978-3-579-06829-9

Hörkassetten
- Jeder Tod hat sein Gelächter.
- Tod und Trauer in den Weltreligionen.

CDs
- Geheimaktion Schlüssel und andere Geschichten. Gardez! Verlag, Remscheid 2004, ISBN 3-89796-127-X

## Radiosendungen
Für den Radiosender SWR2 hat Schwikart von 1998 bis 2010 Beiträge zur Sendereihe „Fünf vor Sechs“ geliefert, die täglich um ebendiese Uhrzeit liefen: von 5:55 Uhr bis zu den 6-Uhr-Nachrichten.